# Luke 'Ming' Flanagan

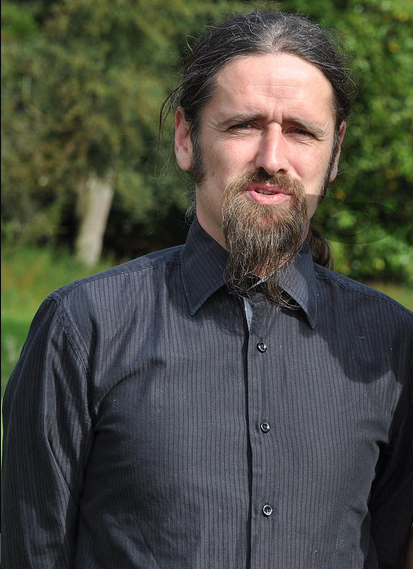

Luke 'Ming' Flanagan (nascido em 22 de janeiro de 1972) é um político irlandês que é membro do Parlamento Europeu (MEP) da Irlanda pelo círculo eleitoral de Midlands – North-West desde 2014. Ele é um independente, mas tem assento no parlamento com a Esquerda Unitária Europeia – Esquerda Verde Nórdica.

Flanagan serviu como membro do Conselho do Condado de Roscommon entre 2004 e 2011. Eleito pela primeira vez nas eleições locais de 2004, ele foi reeleito em 2009 e serviu como prefeito de Roscommon de 2010 até à sua eleição como TD pelo círculo eleitoral de Roscommon – South Leitrim, nas eleições gerais de 2011. Ele serviu no Dáil Éireann por três anos antes de ser eleito como candidato independente para o círculo eleitoral de Midlands – North-West nas eleições de 2014 para o Parlamento Europeu. Flanagan é um activista social mais conhecido pelo seu envolvimento de longa data na campanha pela legalização da cannabis e por abordar alegações de corrupção na Garda Síochána, a força policial nacional.